# Омер бей Турханоглу
Омер бей Турханоглу (на гръцки: Ὀμάρης or Ἀμάρης) е османски военен и държавник, санджакбей на Тесалия (1456–1459 г., и отново от 1462 г.) и Морея (1458–1459 г.). Участник в редица османски акънджийски военни кампании по време на управлението на султаните на Мурад II и Мехмед II Фатих.

## Произход и семейство
Омер е син на известния акънджийски водач и санджакбей на Тесалия – Турахан бей и същевременно внук на първия османски управител на Скопие – Игит бей ( † 1413 г.). Точната дата и място на раждане на Омер са неизвестни.
Омер има трима братя: Хазър бей, Мехмед бей и Ахмед бей. Най-известният от тях е Ахмед бей Турханоглу, който по някое време е санджакбей на Тесалия след смъртта на баща им през 1456 г. Известно е, че Ахмед е извършил хадж заедно с баща си Турахан бей.
Омер бей има двама сина – Хасан и Идрис. Хасан е упоменат в исторически свидетелства като командващ акънджийския корпус през 1454 г., а Идрис е известен поет сред съвременниците си. Семейство Тураханоглу се установява в Лариса и потомците му са известни чифликчии в Тирнавос до XIX век – в който район притежават огромни имоти. Сред потомците на фамилията се споменава в историческите извори някой си Фаик паша, като румелийски бейлербей. Фаик паша е обезглавен през 1683 г. по време на битката при Виена на седемдесетгодишна възраст.

## Участие във войните срещу Византия
През 1444 г. Омер участва във военната експедиция на баща си Турахан бей, санджакбей на Тесалия, към Морея. През същата година Омер бей води нападението срещу Атинското херцогство, което е зависимо от тогавашния деспот на Морея Константин XI Палеолог. Нашествието на Омер и победата на османците над кръстоносците в битката при Варна (1444 г.) принуждават атинския херцог Нерио II Ачайоли да изпрати пратеничество при османския султан и отново да се признае за негов васал.
През 1446 г. Омер бей участва в наказателния поход на султан Мурад II срещу морейските деспоти – братята Константин, Димитър и Тома Палеолог. Османците сериозно повреждат стената на Хексамилиона и опустошават Морея, принуждавайки деспотите да признаят васална зависимост от Османската империя. През 1449 г., когато Константин Палеолог става новият византийски император и напуска Морея, братята му Димитър и Тома Палеолог започват да спорят помежду си за власт и земи. В резултат на това спорът им е решен чрез посредничеството на брат им Константин (Драгаш) и Омер бей.
През октомври 1452 г. Омер и брат му Ахмед участват в новата военна кампания на техния баща Турахан бей срещу Морейското деспотство. Кампанията е предприета, за да не оказват Тома и Димитър военна помощ на Константин при предстоящото превземане на Константинопол от османците, което се случва на 29 май 1453 г. Османците отново разрушават възстановения Хексамилион. След като смазва леката съпротива на византийците, Турахан бей плячкосва Пелопонес от Коринт до Месения. Ахмед бей попада в засада, пленен е от византийците и е отведен в Мистра. Падането на Константинопол на 29 май 1453 г. има голям отзвук в Морея. Деспотите Димитър и Тома Палеолог продължават съперничеството си и са непопулярни сред поданиците си. През есента на същата година местните са вдигат на бунт срещу властта им и те като васали на султана се обръщат за помощ към османския султан Мехмед Фатих. През декември 1453 г. султана изпраща армията на Турахан бей под командването на сина му Омер бей – в Морея. Въпреки някои успехи, Омер не успява да освободи брат си Ахмед от плен. През 1454 г. самият Турахан бей, заедно със синовете си, навлиза в Пелопонес и потушава въстанието, възстановявайки властта на деспотите Димитър и Тома Палеолог.

## Подчиняването на Морея
През 1456 г., след смъртта на баща му Турахан бей, Омер бей го наследява като санджакбей на Тесалия. През същата година Мехмед изпраща Омер да превземе Атина. Атинският херцог Франческо II Ачайоли с антуража си се затваря в Акропола, където е под обсада две години. Капитулира през юни 1458 г. През същата година султан Мехмед II предприема поход в Морея, където деспотите Димитър и Тома Палеолог продължават да се карат помежду си и преговарят с европейските държави за помощ срещу османците. Султанът смазва византийската съпротива при Хексамилион, превземайки с щурм Акрокоринт, който е от стратегическо значение. Морейските деспоти се виждат принудени да се признаят за васали на султана, а североизточната част на Морея е включена в новосформирания османски санджак, чийто първи санджакбей е Омер бей Турханоглу. През август 1458 г. Омер бей придружава султан Мехмед II в поход срещу укрепилите са на Акропола бранители на херцогството. По време на похода султанът се установява в херцогския дворец в Пропилеите.
През 1459 г. Тома Палеолог, деспот на Морея, разчитайки на помощ от Италия, въстава срещу султана. В резултат от бунта Омер бей е освободен като санджакбей, след като е обвинен че не е могъл да предотврати този бунт. Някои съвременни историци предполагат, че самият Омер бей е насърчил този бунт. Със султански ферман в Морея пристига Хамза паша, който сваля от длъжност и арестува Омер бей. На мястото му е издигнат Заган паша. През 1460 г. Омер бей участва в последвалия османски поход срещу Тома Палеолог, в резултат на който Морейското деспотство е окончателно заличено.

## Поход във Влашко
През 1461-1462 г. Омер бей се отличава по време на войната срещу влашкия владетел Влад Дракула. Според някои сведения той с акънджиите си избива шест хиляди власи, подарявайки на султан Мехмед Фатих две хиляди отсечени вражески глави. Като награда султанът го възстановява като санджакбей на Тесалия.

## Участие във войните срещу Венеция
Албански роб на османския комендант на Атина бяга със 100 000 акчета от Атина в крепостта Корони при члена на градския съвет Джироламо Валаресо. Срещу половината сума Валаресо подслонява роба. На искането на османските служители да върне роба, Валаресо отказва. След този инцидент Дивана на Мехмед II, представляван от великия везир, води доста интензивни преговори с венецианските пратеници, търсейки екстрадиция на извършителите с обезщетение. На 2 март 1461 г. Николо Сагундино е инструктиран във венецианския сенат и е снабден с 200 дуката за подаръци за висшите служители на империята. На следващата година венецианският посланик Паоло Барбариго връща трима избягали роби, поднасяйки обезщетение от 30 000 акчета с обещанието, че всички служители замесени в случая ще бъдат наказани. Това не удовлетворява напълно османците и през ноември 1462 г. Мехмед II изпраща Омер бей с отряд да атакува Лепанто, но градът устоява на нападението.
Докато османската армия е в Босна през лятото на 1463 г., венецианците нахлуват в Морея. Повод за нашествието им е превземането на Аргос от Омер бей. До края на септември цяла Морея, с изключение на Мистра и Коринт, преминава във венециански ръце, а в началото на есента е обсаден Акрокоринт. Мехмед II решава да отговори незабавно на нашествието като Омер бей е изпратен от Босна в помощ на обсадения османски гарнизон, но не успява да премине Хексамилиона поради венецианската артилерия и малобройността на неговия отряд. Този неуспех принуждава самият Мехмед II да потегли с войска към Морея. Великият везир Вели Махмуд паша е в челните редици, а Мехмед II го следва с войска. При пристигането на Вели Махмуд паша Омер бей се противопоставя на продължаването на военните действия, подновени от Вели Махмуд паша, предпочитайки да изчака пристигането на самия султан. Венецианците не оказват съпротива и бягат още преди приближаването на Вели Махмуд паша. Освен това венецианската армия е отслабена от дизентерия. Турсун бей съобщава, че е изпратен от Вели Махмуд паша при султана с вест за бягството на врага. В тази кампания стената на Хексамилиона е отново разрушена и османската армия изравнява много морейски крепости със земята, включително Аргос. Заган паша повторно е назначен за санджакбей на Морея. Великият везир Вели Махмед паша изпраща Омер бей начело на армия в Южен Пелопонес, за да отвоюва от венецианците двете морски крепости Корон и Модон. Омер бей пленява много пленници в района на двете крепости, но с настъпването на зимата се отказва от превземането им.
През август 1464 г. новият венециански главнокомандващ в Морея Сигизмондо Малатеста обсажда крепостта Мистра, която преди това е столица на Морейското деспотство. Омер бей с войската си излиза срещу него и го принуждава да вдигне обсадата от крепостта. През следващата година войната в Морея се свежда до обсадата на отделни венециански крепости от османците. Омер бей държи инициативата и успешно се бори срещу венецианците и техните поддръжници. В края на лятото на 1466 г. Омер бей печели две големи победи над венецианците. Начело на дванадесетхилядна армия той се притичва на помощ на обсадения гарнизон в крепостта Патра, побеждавайки двухилядната венецианска армия. Загиват 600 венецианци, заедно с командира им Якопо Барбариго. Няколко дни по-късно Омер бей разбива втория венециански експедиционен корпус под командването на Виторе Капело, който дава над 1200 души убити. Самият Капело едва си спасява живота, но умира няколко месеца по-късно през март 1467 г.
През 1470 г., след превземането на Негропонте от Мехмед II и Вели Махмуд паша през юли, Омер бей, начело на двадесет и пет хилядна османска армия, навлиза в Морея и бързо превзема Егио.

## Участие във войните в Азия
През 1473 г. Омер бей участва във военната кампания на султан Мехмед Фатих срещу владетеля на Аккоюнлу Узун Хасан, венециански съюзник на изток. На 1 август 1473 г. Хас Мурад паша се поддава на хитростта на Узун Хасан и пресича Ефрат с част от авангарда на османската армия. Самият паша загива, всички османски части които го следват са разбити, а командирите им пленени. Сред тях е Омер бей Турханоглу. На 11 август същата година в битката при Отлукбели Узун Хасан търпи съкрушително поражение от армията на султан Мехмед Фатих начело с Коджа Даут паша Узунчаршили и Омер бей е освободен от плен. 

## Последни кампании срещу венецианците
През есента на 1477 г. Омер бей е изпратен от султана в Словения, за да воюва срещу венецианците. Той устройва засада и побеждава венецианската армия под командването на генерал-капитан Джироламо Новела. Омер бей организира опустошителни набези във венециански територии в районите на реките Соча, Пиаве и Талиаменте.
През 1478 г. Омер бей участва в обсадата и превземането на град Шкодра в Албания от османската армия. Това е последният поход на Омер бей споменат в изворите. Датата на смъртта му е неизвестна, но той е все още жив през 1484 г., тъй като завещанието му е датирано от февруари същата година. Омер бей е погребан в град Трикала, административен османски център на Тесалия, в околностите на който има владения фамилията на Турахан бей.

## Родословие
|  |  |                  |                  |                  |                  |                  |                  | Игит паша (? - около 1413) |  |                      |                      |                      |                      |                        |                        |                        |                        |                        |                        |                     |                     |                     |                     |           |           |           |           |  |  |  |  |  |  |  |  |  |  |  |  |  |  |  |  |
|  |  |                  |                  |                  |                  |                  |                  |                            |  |                      |                      |                      |                      |                        |                        |                        |                        |                        |                        |                     |                     |                     |                     |           |           |           |           |  |  |  |  |  |  |  |  |  |  |  |  |  |  |  |  |
|  |  |                  |                  |                  |                  |                  |                  |                            |  |                      |                      |                      |                      |                        |                        |                        |                        |                        |                        |                     |                     |                     |                     |           |           |           |           |  |  |  |  |  |  |  |  |  |  |  |  |  |  |  |  |
|  |  | Исхак бей        | Исхак бей        | Исхак бей        | Исхак бей        | Исхак бей        | Исхак бей        |                            |  |                      |                      |                      |                      | Турахан бей (? - 1456) | Турахан бей (? - 1456) | Турахан бей (? - 1456) | Турахан бей (? - 1456) | Турахан бей (? - 1456) | Турахан бей (? - 1456) |                     |                     |                     |                     |           |           |           |           |  |  |  |  |  |  |  |  |  |  |  |  |  |  |  |  |
|  |  | Исхак бей        | Исхак бей        | Исхак бей        | Исхак бей        | Исхак бей        | Исхак бей        |                            |  |                      |                      |                      |                      | Турахан бей (? - 1456) | Турахан бей (? - 1456) | Турахан бей (? - 1456) | Турахан бей (? - 1456) | Турахан бей (? - 1456) | Турахан бей (? - 1456) |                     |                     |                     |                     |           |           |           |           |  |  |  |  |  |  |  |  |  |  |  |  |  |  |  |  |
|  |  |                  |                  |                  |                  |                  |                  |                            |  |                      |                      |                      |                      |                        |                        |                        |                        |                        |                        |                     |                     |                     |                     |           |           |           |           |  |  |  |  |  |  |  |  |  |  |  |  |  |  |  |  |
|  |  | Иса бей Исакович | Иса бей Исакович | Иса бей Исакович | Иса бей Исакович | Иса бей Исакович | Иса бей Исакович |                            |  | Ахмед бей Турханоглу | Ахмед бей Турханоглу | Ахмед бей Турханоглу | Ахмед бей Турханоглу | Ахмед бей Турханоглу   | Ахмед бей Турханоглу   |                        |                        | Омер бей Турханоглу    | Омер бей Турханоглу    | Омер бей Турханоглу | Омер бей Турханоглу | Омер бей Турханоглу | Омер бей Турханоглу |           |           |           |           |  |  |  |  |  |  |  |  |  |  |  |  |  |  |  |  |
|  |  | Иса бей Исакович | Иса бей Исакович | Иса бей Исакович | Иса бей Исакович | Иса бей Исакович | Иса бей Исакович |                            |  | Ахмед бей Турханоглу | Ахмед бей Турханоглу | Ахмед бей Турханоглу | Ахмед бей Турханоглу | Ахмед бей Турханоглу   | Ахмед бей Турханоглу   |                        |                        | Омер бей Турханоглу    | Омер бей Турханоглу    | Омер бей Турханоглу | Омер бей Турханоглу | Омер бей Турханоглу | Омер бей Турханоглу |           |           |           |           |  |  |  |  |  |  |  |  |  |  |  |  |  |  |  |  |
|  |  |                  |                  |                  |                  |                  |                  |                            |  |                      |                      |                      |                      |                        |                        |                        |                        |                        |                        |                     |                     |                     |                     |           |           |           |           |  |  |  |  |  |  |  |  |  |  |  |  |  |  |  |  |
|  |  |                  |                  |                  |                  |                  |                  |                            |  |                      |                      |                      |                      | Хасан бей              | Хасан бей              | Хасан бей              | Хасан бей              | Хасан бей              | Хасан бей              |                     |                     | Идрис бей           | Идрис бей           | Идрис бей | Идрис бей | Идрис бей | Идрис бей |  |  |  |  |  |  |  |  |  |  |  |  |  |  |  |  |